# رینوس پاول
رینوس پاول (هلندی: Rinus Paul؛ زادهٔ ۱۷ اوت ۱۹۴۱) دوچرخه‌سوار اهل هلند است.